# فرنسيس تيري مكنمارا
فرنسيس تيري مكنمارا (بالإنجليزية: Francis Terry McNamara)‏ هو دبلوماسي أمريكي، ولد في 2 نوفمبر 1927 في تروي في الولايات المتحدة.